# Senat (Liberia)
Der Senat von Liberia (englisch Senate of Liberia) ist das Oberhaus des liberianischen Parlaments. Das Unterhaus wird durch das Repräsentantenhaus gebildet.
Im Senat wird jedes der 15 Countys von Liberia gleichmäßig durch zwei Mitglieder vertreten.
Die letzten Wahlen zum Senat fanden am 11. Oktober 2005 statt. Die gewählten Mitglieder nahmen im Januar 2006 ihre Ämter an.

## Zusammensetzung
| Liberianischer Senat                  | Liberianischer Senat                        | Liberianischer Senat | Liberianischer Senat | Liberianischer Senat |
| Partei                                | Partei                                      | Ergebnisse           | Ergebnisse           | Ergebnisse           |
| Partei                                | Partei                                      | Stimmen              | Anteil               | Sitze                |
| ------------------------------------- | ------------------------------------------- | -------------------- | -------------------- | -------------------- |
|                                       | Coalition for the Transformation of Liberia | 232.636              | 13,51 %              | 7                    |
|                                       | Unity Party                                 | 222.705              | 12,93 %              | 4                    |
|                                       | Congress for Democratic Change              | 252.677              | 15,97 %              | 3                    |
|                                       | Liberty Party                               | 213.234              | 12,38 %              | 3                    |
|                                       | National Patriotic Party                    | 178.259              | 10,35 %              | 3                    |
|                                       | Alliance for Peace and Democracy            | 119.091              | 6,92 %               | 3                    |
|                                       | National Democratic Party of Liberia        | 60.668               | 3,52 %               | 2                    |
|                                       | All Liberia Coalition Party                 | 28.385               | 1,65 %               | 1                    |
|                                       | National Reformation Party                  | 12.037               | 0,70 %               | 1                    |
|                                       | Progressive Democratic Party                | 17.262               | 1,00 %               | 0                    |
|                                       | Reformed United Liberia Party               | 13.293               | 0,77 %               | 0                    |
|                                       | Freedom Alliance Party of Liberia           | 13.050               | 0,76 %               | 0                    |
|                                       | United Democratic Alliance                  | 11.265               | 0,65 %               | 0                    |
|                                       | Union of Liberian Democrats                 | 5.503                | 0,32 %               | 0                    |
|                                       | New Deal Movement                           | 4.264                | 0,25 %               | 0                    |
|                                       | Liberian Destiny Party                      | 3.431                | 0,20 %               | 0                    |
|                                       | Labor Party of Liberia                      | 1.645                | 0,10 %               | 0                    |
|                                       | Unabhängige                                 | 301.729              | 17,52 %              | 3                    |
| Ungültige oder zurückgezogene Stimmen | Ungültige oder zurückgezogene Stimmen       | 31.206               | 1,81 %               |                      |
| Gesamt                                | Gesamt                                      | 1.722.108            | 100,00 %             | 30                   |